# Fulenbach
Fulenbach is een gemeente en plaats in het Zwitserse kanton Solothurn en maakt deel uit van het district Olten.

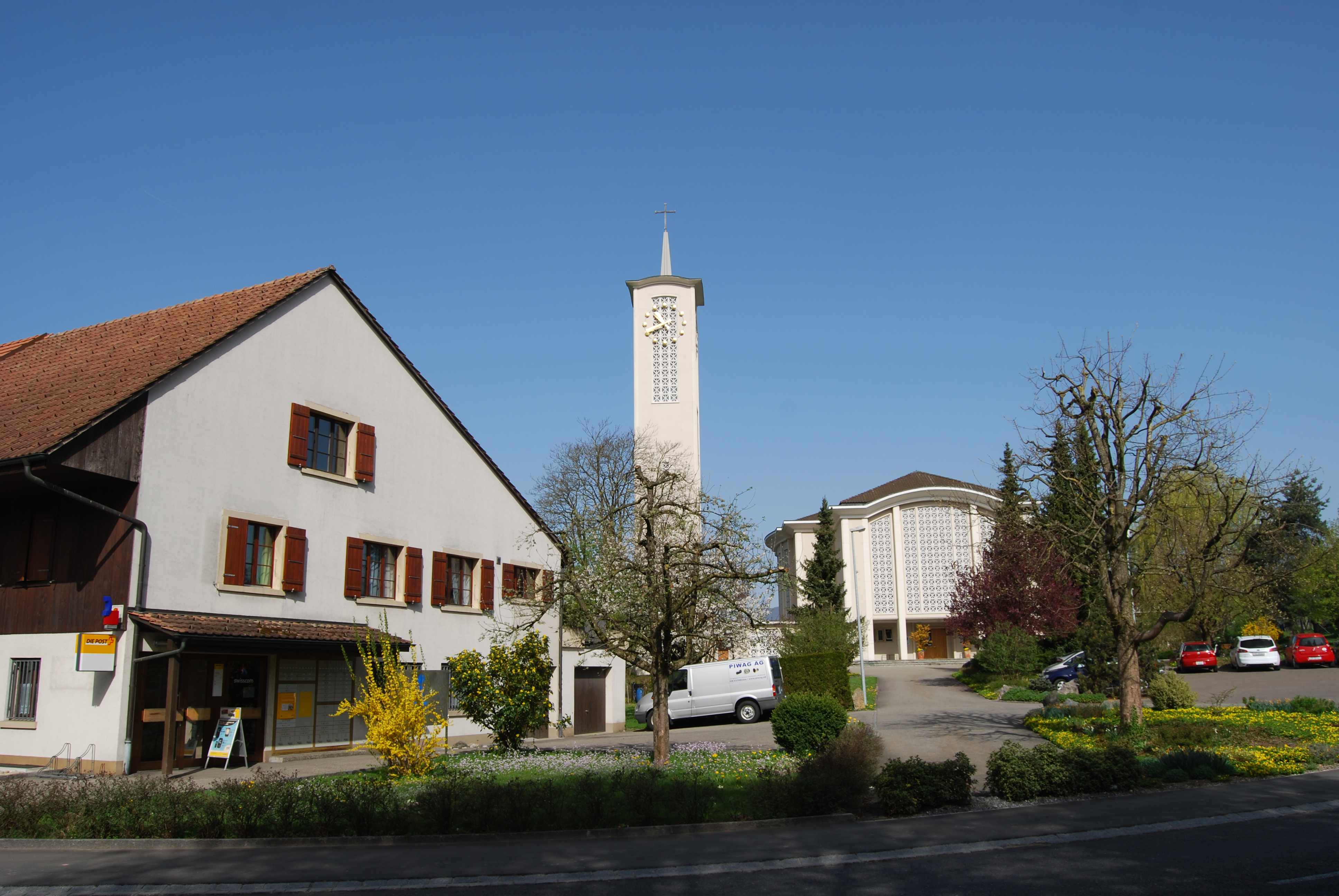
Fulenbach

Fulenbach telt 1570 inwoners.